# Friedrich-Wilhelm Göcke
Friedrich-Wilhelm (Wilfried) Göcke (* 22. März 1945 in Fröndenberg/Ruhr; † 27. April 2022) war ein Fußballspieler in der höchsten DDR-Fußballklasse Oberliga. Dort absolvierte er die meisten Spiele für den FC Karl-Marx-Stadt.

## Sportliche Laufbahn
Göcke erhielt seine Fußballausbildung beim SC Aufbau Magdeburg und spielte dort bis 1965. In seiner letzten Magdeburger Saison bestritt er 1964 drei Spiele in der Oberliga. Im Sommer 1965 wechselte Göcke zum Oberligisten Wismut Aue. Dort gehörte er sofort als Mittelfeldspieler zum Stammaufgebot der Oberligamannschaft. Seine soliden Leistungen fielen auch den DDR-Auswahlverantwortlichen auf, und so wurde er am 31. Oktober 1965 erstmals in einem Länderspiel der DDR-Nachwuchsauswahl eingesetzt. Bis 1968 spielte er neunmal im Nachwuchsteam und gehörte so auch hier zum Stammaufgebot.
Durch seine Auswahlberufungen wurde Göcke für den Fußballschwerpunkt-Klub der Region, den FC Karl-Marx-Stadt, interessant. Zu Beginn der Saison 1968/69 wechselt Göcke nach 74 Oberligaeinsätzen für Aue in die Bezirkshauptstadt und spielte nun für den FCK in der Oberliga. Hier erlebte er sogleich einen fußballerischen Höhepunkt, als seine Mannschaft das Endspiel um den DDR-Fußballpokal erreichte. Am 1. Juni 1969 trat er mit seiner Mannschaft als rechter Mittelfeldspieler gegen den 1. FC Magdeburg an; die Karl-Marx-Städter verloren jedoch chancenlos mit 0:4. Auch die nachfolgende Saison endete mit einer Enttäuschung; der FC Karl-Marx-Stadt stieg im Sommer 1970 in die DDR-Liga ab. So musste Göcke zum ersten Mal in seiner Laufbahn in der Zweitklassigkeit spielen, kehrte aber nach einem Jahr sofort wieder in die Oberliga zurück. Ohne weitere Höhe- oder Tiefpunkte spielte Göcke bis zum Ende der Saison 1977/78 weiter für den FC Karl-Marx-Stadt und beendete danach 33-jährig seine Laufbahn als Fußballspieler. Für den FCK hatte er 175 Spiele in der Oberliga bestritten und damit sein Konto in der höchsten Spielklasse auf 252 Einsätze erhöht.
Von 1978 bis 1983 war Göcke, ausgebildeter Diplomsportlehrer, Trainer der Junioren des FC Karl-Marx-Stadt. Danach trainierte er die DDR-Ligisten Motor Fritz Heckert Karl-Marx-Stadt (1983 bis 1987), Aktivist Schwarze Pumpe (1987/88) und Aktivist Borna (ab 1988).
Er starb Ende April 2022 im Alter von 77 Jahren.